# Trynidad i Tobago na Zimowych Igrzyskach Olimpijskich 1998
Trynidad i Tobago na Zimowych Igrzyskach Olimpijskich 1998 reprezentowało 2 zawodników. Był to drugi start Trynidadu i Tobago na zimowych igrzyskach olimpijskich.

## Dyscypliny

### Bobsleje

#### Mężczyźni
- Gregory Sun, Curtis Harry
  - dwójka – 32. miejsce